# Кривинка (річка)
Кривинка — річка в Білорусі у Сєнненському й Бешенковицькому районах Вітебської області. Ліва притока річки Західної Двіни (басейнБалтійського моря).

## Опис
Довжина річки 34 км, похил річки 0,8 %, площа басейну водозбору 637 км², середньорічний стік 3,8 м³/с. Формується притоками та безіменними струмками.

## Розташування
Бере початок із Богданівського озера на північно-східній околиці села Запруддє. Тече переважно на північний захід і біля села Хмельник впадає в річку Західну Двіну.
У басейні річки розташовані озера: Богданівське, Сянно, Вобренка, Крильцове, Куликівське, Рубівське, Супременське та Тихінське.